# Genuri
Genuri (en sard, Genuri) és un municipi italià, dins de la província de Sardenya del Sud. L'any 2007 tenia 386 habitants. Es troba a la regió de Marmilla. Limita amb els municipis de Baradili, Sini (OR), Genoni, Setzu i Turri.

## Administració
| Període | Identitat   | Partit        |
| ------- | ----------- | ------------- |
| 2006-   | Mario Contu | Llista cívica |